# ولوست
ولوست (انگلیسی: Velocette) شرکت موتورسیکلت‌سازی بریتانیایی است، که در سال ۱۹۰۴ تأسیس شد.